# Мала Река (Бајина Башта)
Мала Река је насеље у Србији у општини Бајина Башта у Златиборском округу. Према попису из 2022. било је 396 становника.

## Демографија
У насељу Мала Река живи 393 пунолетна становника, а просечна старост становништва износи 41,8 година (40,4 код мушкараца и 43,2 код жена). У насељу има 151 домаћинство, а просечан број чланова по домаћинству је 3,19.
Ово насеље је у потпуности насељено Србима (према попису из 2002. године), а у последњих пет пописа, примећен је пад у броју становника.
|  |

| Демографија | Демографија | Демографија |
| Година      | Становника  | Становника  |
| ----------- | ----------- | ----------- |
| 1948.       | 698         |             |
| 1953.       | 825         |             |
| 1961.       | 755         |             |
| 1971.       | 714         |             |
| 1981.       | 616         |             |
| 1991.       | 527         | 521         |
| 2002.       | 489         | 497         |

| Етнички састав према попису из 2002.‍ | Етнички састав према попису из 2002.‍ | Етнички састав према попису из 2002.‍ | Етнички састав према попису из 2002.‍ | Етнички састав према попису из 2002.‍ |
| ------------------------------------ | ------------------------------------ | ------------------------------------ | ------------------------------------ | ------------------------------------ |
|                                      |                                      |                                      |                                      |                                      |
| Срби                                 | Срби                                 |                                      | 489                                  | 100,0%                               |
| непознато                            | непознато                            |                                      | 0                                    | 0,0%                                 |

| Година пописа     | 1948. | 1953. | 1961. | 1971. | 1981. | 1991. | 2002. |
| ----------------- | ----- | ----- | ----- | ----- | ----- | ----- | ----- |
| Број домаћинстава | 134   | 145   | 157   | 159   | 149   | 151   | 151   |

| Број чланова      | 1  | 2  | 3  | 4  | 5  | 6  | 7 | 8 | 9 | 10 и више | Просек |
| ----------------- | -- | -- | -- | -- | -- | -- | - | - | - | --------- | ------ |
| Број домаћинстава | 29 | 35 | 22 | 30 | 15 | 18 | 2 | 0 | 0 | 0         | 3,19   |

| Пол    | Укупно | Неожењен/Неудата | Ожењен/Удата | Удовац/Удовица | Разведен/Разведена | Непознато |
| ------ | ------ | ---------------- | ------------ | -------------- | ------------------ | --------- |
| Мушки  | 198    | 51               | 137          | 9              | 1                  | 0         |
| Женски | 210    | 24               | 133          | 44             | 8                  | 1         |
| УКУПНО | 408    | 75               | 270          | 53             | 9                  | 1         |

| Пол    | Укупно                    | Пољопривреда, лов и шумарство | Рибарство                            | Вађење руде и камена | Прерађивачка индустрија       |
| ------ | ------------------------- | ----------------------------- | ------------------------------------ | -------------------- | ----------------------------- |
| Мушки  | 132                       | 42                            | 0                                    | 0                    | 34                            |
| Женски | 82                        | 50                            | 0                                    | 0                    | 15                            |
| УКУПНО | 214                       | 92                            | 0                                    | 0                    | 49                            |
| Пол    | Производња и снабдевање   | Грађевинарство                | Трговина                             | Хотели и ресторани   | Саобраћај, складиштење и везе |
| Мушки  | 4                         | 18                            | 6                                    | 8                    | 3                             |
| Женски | 0                         | 2                             | 2                                    | 10                   | 0                             |
| УКУПНО | 4                         | 20                            | 8                                    | 18                   | 3                             |
| Пол    | Финансијско посредовање   | Некретнине                    | Државна управа и одбрана             | Образовање           | Здравствени и социјални рад   |
| Мушки  | 0                         | 0                             | 3                                    | 1                    | 0                             |
| Женски | 0                         | 1                             | 0                                    | 0                    | 1                             |
| УКУПНО | 0                         | 1                             | 3                                    | 1                    | 1                             |
| Пол    | Остале услужне активности | Приватна домаћинства          | Екстериторијалне организације и тела | Непознато            | Непознато                     |
| Мушки  | 13                        | 0                             | 0                                    | 0                    | 0                             |
| Женски | 1                         | 0                             | 0                                    | 0                    | 0                             |
| УКУПНО | 14                        | 0                             | 0                                    | 0                    | 0                             |